# Lijst van gouverneurs van Luik
Dit is een lijst van gouverneurs van Luik.

## Franse Republiek(1792-1804)/Franse Keizerrijk(1804-1814)
Tussen 1800-1814, Franse tijd in België, Consulaat en keizerrijk, stonden prefecten aan het hoofd van het departement Ourthe:
| Nr. | Perfect | Perfect                                   | Ambtstermijn | Ambtstermijn |
| --- | ------- | ----------------------------------------- | ------------ | ------------ |
| 1   |         | Antoine Desmousseaux de Givré (1757-1830) | 1800         | 1806         |
| 2   |         | Charles Emmanuel Micoud d'Umons           | 1806         | 1814         |

## Verenigd Koninkrijk der Nederlanden(1815-1830)
| Nr. | Gouverneur | Gouverneur                                           | Ambtstermijn | Ambtstermijn |
| --- | ---------- | ---------------------------------------------------- | ------------ | ------------ |
| 1   |            | Charles Alexandre de Liedekerke Beaufort (1764-1846) | 1815         | 1828         |
| 2   |            | Samuel Johannes Sandberg van Essenburg (1778-1854)   | 1828         | 1830         |

## Koninkrijk België(1830-heden)
| Nr.   | Gouverneur | Gouverneur                                 | Ambtstermijn | Ambtstermijn | Partij | Partij            |
| ----- | ---------- | ------------------------------------------ | ------------ | ------------ | ------ | ----------------- |
| 1     |            | Etienne de Sauvage                         | 1830         | 1831         |        | Liberalen         |
| 2     |            | Jean-François Tielemans (1799-1888)        | 1831         | 1832         |        | Liberalen         |
| 3     |            | Charles van den Steen de Jehay (1781-1846) | 1832         | 1844         |        | Katholieken       |
| 4     |            | Henri de Brouckère (1801-1891)             | 1844         | 1846         |        | Liberalen         |
| 5     |            | Edmond de la Coste (1788-1870)             | 1846         | 1847         |        | Liberale Partij   |
| 6     |            | Ferdinand de Macar (1830-1913)             | 1847         | 1863         |        | Liberale Partij   |
| 7     |            | Charles de Luesemans (1808-1882)           | 1863         | 1882         |        | Liberale Partij   |
| 8     |            | Léon Pety de Thozée (fr)                   | 1882         | 1908         |        | Liberale Partij   |
| 9     |            | Henry Delvaux de Fenffe (1863-1947)        | 1908         | 1919         |        | Katholieke Partij |
| 10    |            | Gaston Gregoire                            | 1919         | 1927         |        | Liberale Partij   |
| 11    |            | Henri Pirard (1868-1948)                   | 1927         | 1937         |        | POB               |
| 12    |            | Jules Mathieu (1887-1943)                  | 1937         | 1940         |        | POB               |
| [ 1 ] |            | George Doyen                               | 1940         | 1942         |        | Onbekend          |
| [ 1 ] |            | Georges Petit                              | 1942         | 1944         |        | REX               |
| 13    |            | Joseph Leclercq                            | 1944         | 1953         |        | PSB               |
| 14    |            | Pierre Clerdent (1909-2006)                | 1953         | 1971         |        | PRL               |
| 15    |            | Gilbert Mottard (1926-2011)                | 1971         | 1990         |        | PS                |
| 16    |            | Paul Bolland                               | 1990         | 2004         |        | PS                |
| 17    |            | Michel Foret (1948)                        | 2004         | 2015         |        | MR                |
| 18    |            | Hervé Jamar (1965)                         | 2015         | heden        |        | MR                |